# Anna (profetessa)
La profetessa Anna és un personatge bíblic que només es troba a l'Evangeli segons Lluc, als versets 36-38 del capítol 2. S'hi descriu com una vídua anciana (posteriorment, se li assignà l'edat de 84 anys), filla de Fanuel de la tribu d'Aser. Molt devota, mai no s'allunyava gaire del Temple de Jerusalem, servint Déu mitjançant dejunis i pregàries. Per la seva condició de profetessa es creia que en ella residia l'esperit de Déu, i rebia revelacions divines. Durant la presentació de Jesús al Temple que en feren Josep i Maria, Anna, en veure'ls, va lloar Déu "i parlava del nen a tothom que esperava la redempció de Jerusalem". És venerada com a santa. L'Església catòlica en fixa la festa el dia 1 de setembre; l'ortodoxa el 3 i el 16 de febrer, juntament amb Simeó el Profeta: tots dos són considerats com els últims profetes de l'antic testament.